# Charlton (New York)
Charlton è un comune degli Stati Uniti d'America, situato nello Stato di New York, nella contea di Saratoga.